# Seán MacBride
Seán MacBride  (26. siječnja 1904. – 15. siječnja 1988.) irski i međunarodni političar, te načelnik glavnog stožera IRA-e.
Seán MacBride rođen je 1904. u Parizu kao sin bojnika Johna MacBrida i glumice i aktivistice Maude Gonne. Njegov prvi jezik bio francuski, ostao je u Parizu do Uskrsnog ustanaka 1916. godine. Poslije je poslan u školu Mount St. Benedict's u irski grad Gorey. Pridružio se irskim dobrovoljcima 1919. kada je u dobi od 15 godina bio aktivan član u Irskom ratu za neovisnost. Protivio se potpisivanju Anglo-irskog sporazuma 1921. godina zbog čega je završio u zatvoru. 
Bio je osobni tajnik Éamonu de Valeru, radio je kao novinar u Parizu, da bio 1927. godine postao načelnik IRA-e.  Godine 1946., MacBride je osnovao republikansko socijalističku stranku Clann na Poblachta u nadi da da će zamijeniti vladajuću irsku stranku Fianna Fail. U listopadu 1947. osvojio je mjesto u Dáilu Eireannu. Na općim izborima 1948. stranka Clann na Poblachta osvaja sam deset mandata, međutim ulazi u vladu, a MacBride je izabran za ministra vanjskih poslova.
Bio je ministar vanjskih poslova kada je Vijeće Europe izradilo Europsku konvenciju o ljudskim pravima te je jedna od ključnih osoba da se usvoji konvencija.
Jedan je od utemeljitelja Amnesty Internationala, bio je glavni tajnik Međunarodne komisije pravnika (1963. - .1971) kasnije je bio izabran za predsjednik (1968. – 1974.). Od 1974. do 1985. godine predsjednik je Međunarodnog mirovnog zavoda u Ženevi. Potpredsjednik je Organizacije za Europsko ekonomsku suradnju i predsjednik Odbora ministara Vijeća Europe. 
MacBrid je u Ujedinjenim narodima bio:
- Pomoćnik glavnog tajnika
- Predsjednik Glavne skupštine
- Visoki povjerenik za izbjeglice
- Visoki povjerenik za ljudska prava
- Visoki povjerenik za Namibiju
- Predsjednik UNESCO-ove Međunarodne komisije za proučavanje komunikacijskih problema

Tijekom 1950-ih, 1960-ih i 1970-ih, neumorno je radio za ljudska prava diljem svijeta.  Godine 1974. dobio je Nobelovu nagradu za mir  kasnije je dobio Lenjinovu nagradu za mir (1975. – 1976.) i UNESCO-ovu srebrenu madalju za usluge (1980.). 
Umro je u Dublinu 15. siječnja 1988., u dobi od 83 godine 11 dana prije svog 84. rođendana. Pokopan je u groblju Glasnevin među irskim domoljubima u jednostavnom grobu s majkom, suprugom i sinom.